# Atentado en Morelia de 2008
Los atentados del 15 de septiembre de 2008 en Morelia fueron una serie de ataques terroristas cometidos en contra de la población civil en la ciudad de Morelia, México, durante la ceremonia del 198 aniversario del "Grito de Independencia" (conmemoración del inicio de la lucha por la Independencia de México en 1810) en pleno centro histórico de la ciudad. Ningún grupo u organización se adjudicó como autor de los atentados, que son los primeros de su tipo en la historia de México. De acuerdo con las primeras investigaciones, todo parece apuntar que fueron ejecutados por algún cártel del narcotráfico contra los cuales el gobierno mexicano libra una guerra desde diciembre de 2006.

## Noche del ataque
Los ataques consistieron en las detonaciones de dos granadas de fragmentación en dos puntos del centro de la ciudad: en la plaza Melchor Ocampo (a un costado de la catedral de Morelia y casi enfrente del Palacio de Gobierno de Michoacán, en la Plaza Melchor Ocampo), y en el cruce de la Avenida Francisco I. Madero Poniente (la principal arteria vial de la ciudad) y la calle Andrés Quintana Roo a un costado de la Iglesia de la Merced. Estas explosiones se produjeron cuando en el área centro de la ciudad (cerrada al tráfico vehicular para la realización del acto), cuando se encontraban reunidas alrededor de 30.000 personas para la ceremonia. Poco después de las 11:00 p. m. (23:00, -6 GMT), tras la última arenga del gobernador de Michoacán, Leonel Godoy Rangel, se escucharon dos explosiones casi simultáneas entre la multitud, aunque al principio se creyó que se trataba de la explosión accidental de cohetones o petardos, pero minutos después las autoridades empezaron a percatarse de la magnitud del ataque. Tras el atentado 3 personas fallecieron, pero en la madrugada del 16 de septiembre 4 de los heridos graves también se convirtieron en víctimas mortales del acto. El número oficial de heridos ascendió a los 132, entre ellos diversas personas que perdieron las extremidades.
Por ahora (septiembre de 2008) sólo se cuenta con un retrato hablado de la persona que arrojó la primera granada en la plaza Melchor Ocampo, aunque las investigaciones siguen en pie, buscando esclarecer este que es el primer atentado terrorista contra la población civil en la historia de México.
Adicionalmente se reportó una tercera explosión en la salida a la carretera a Salamanca, Guanajuato, no obstante se registró una cuarta explosión en la zona de Santa María. El gobernador de Michoacán, Leonel Godoy Rangel atribuyó el atentado al crimen organizado y decretó día de luto en Michoacán, donde la bandera nacional ondeó a media asta. Los gobernadores Héctor Ortiz Ortiz de Tlaxcala, Miguel Ángel Osorio Chong de Hidalgo, Fidel Herrera Beltrán de Veracruz e Ivonne Ortega Pacheco de Yucatán, condenaron el atentado terrorista perpetrado por el crimen organizado. En las primeras horas del 16 de septiembre, en el transcurso de la mañana, turistas que visitaban Morelia, comenzaron a abandonar la ciudad ante un ambiente de miedo e incertidumbre. El tradicional desfile de conmemoración de la Independencia de México fue cancelado en la ciudad, y se confirmó la detención de seis jóvenes, aunque no se demostró su participación en los atentados. La noche del 17 de septiembre fueron detenidas dos personas denunciadas anónimamente y quienes sufrieron un accidente de carretera en el Estado de Zacatecas, pero tras realizar las diligencias necesarias fue descartado cualquier vínculo con los hechos.

## Investigación
Aunque la línea principal de investigación apunta hacia el narcotráfico, concretamente a la probable responsabilidad de la organización criminal "La Familia" que opera principalmente en el estado de Michoacán, ésta se ha deslindado de los hechos colocando mantas en diversos puntos de la capital Morelia. Asimismo, Los Zetas, otra organización criminal y brazo armado del cártel del Golfo, se deslindó del atentado y culpó a La Familia de ser la autora de las detonaciones. Por su parte, la organización guerrillera mexicana denominada Ejército Popular Revolucionario (EPR) emitió un comunicado deslindándose también del atentado.
El 25 de septiembre de 2008, con ayuda de una denuncia anónima, fueron detenidos en Apatzingán, Michoacán tres presuntos responsables de ser los autores materiales de los atentados por agentes de la Agencia Federal de Investigación y SIEDO. Los detenidos confesaron formar parte de la organización delictiva de narcotraficantes Los Zetas. Unos días después de su captura y confesión videograbada y sin sus abogados presentes, los detenidos se retractaron y aseguraron que fueron torturados para que se declararan culpables, un modus operandi de la AFI de Genaro García Luna. Finalmente en mayo de 2015, casi 7 años después de los hecho ocurridos, un juez concedió un amparo a los detenidos, por lo que fueron puestos en libertad. El juez se basó en exámenes periciales que confirmaban la versión de que fueron torturados. Además de notar otras irregularidades.